# Romances Tour
Romances Tour fue una gira de conciertos realizados por el intérprete mexicano Luis Miguel para promocionar su álbum Romances.
Para presentar dicho álbum fueron realizadas dos conferencias de prensa, una en el Rainbow Room de Nueva York en 1997 y otra en el Casino de Madrid, España en 1998.

## Historia
Esta gira comenzó en septiembre en Estados Unidos donde realizó un total de 12 conciertos en las siguientes ciudades: Las Vegas, Los Ángeles, Santa Bárbara y San Diego.
Luego en octubre comenzó su temporada de conciertos en México, concretamente en Monterrey y Ciudad de México.
En noviembre viaja a Sudamérica (Paraguay, Argentina y Chile) después a Puerto Rico para luego comezar una extensa serie de conciertos por Estados Unidos en las siguientes ciudades: Orlando, Miami, San Antonio, El Paso, San Diego, Tucson, Albuquerque, Houston, South Padre, Nueva York, Rosemont, Fairfax, Atlantic City, Anaheim, Los Ángeles, Phoenix, Fresno, San José, Sacramento, Dallas y Las Vegas para un total de 33 conciertos en dicho país.
Para luego en el mes de mayo cerrar la gira en España (país al que regresa luego de 6 años de ausencia desde su presentación en la Expo de Sevilla de 1992) con 9 conciertos.

## Lista de canciones
| \| Gira Romances: (75 conciertos) Sep/12/1997 - Abr/12/1998 \| \| \| \| \| \| N.º \| Título \| Original album \| Duración \| \| \| 1. \| «Introducción» \| \| \| \| \| 2. \| «Si Te Vas» \| Nada es igual \| \| \| \| 3. \| «Que Tú Te Vas» \| Nada es igual \| \| \| \| 4. \| «Medley» (Un Hombre Busca Una Mujer / Cuestión de Piel / Oro de Ley) \| Busca una mujer, 20 Años \| \| \| \| 5. \| «Medley» (Yo Que No Vivo Sin Ti / Amante del Amor / Culpable o No / Más allá de Todo / Fría Como el Viento / Entrégate / Tengo Todo Excepto a Ti / Hoy el Aire Huele a Ti / La Incondicional) \| Soy como quiero ser, 20 Años, Busca una mujer \| \| \| \| 6. \| «Todo Por Su Amor» \| Nada es igual \| \| \| \| 7. \| «Tú y Yo» \| Aries \| \| \| \| 8. \| «Voy a Apagar la Luz / Contigo Aprendí» \| Romances \| \| \| \| 9. \| «La Gloria Eres Tú» \| Romances \| \| \| \| 10. \| «Encadenados» \| Romances \| \| \| \| 11. \| «Inolvidable» \| Romance \| \| \| \| 12. \| «Contigo» \| Romances \| \| \| \| 13. \| «El Reloj» \| Romances \| \| \| \| 14. \| «De Quererte Así» \| Romances \| \| \| \| 15. \| «Somos Novios» \| Segundo romance \| \| \| \| 16. \| «Sabor a Mi» \| Romances \| \| \| \| 17. \| «El Día Que Me Quieras» \| Segundo romance \| \| \| \| 18. \| «Uno» \| Romances \| \| \| \| 19. \| «No Sé Tú» \| Romance \| \| \| \| 20. \| «Por Debajo de la Mesa» \| Romances \| \| \| \| 21. \| «Nosotros» \| Segundo romance \| \| \| \| 22. \| «Bésame Mucho» \| Romances \| \| \| \| 23. \| «La Media Vuelta» \| Segundo romance \| \| \| \| 24. \| «Y» \| nunca lanzada por el artista \| \| \| \| 25. \| «Que Seas Feliz» \| nunca lanzada por el artista \| \| \| \| 26. \| «Échame a Mi la Culpa» \| nunca lanzada por el artista \| \| \| \| 27. \| «Mi Ciudad» \| nunca lanzada por el artista \| \| \| \| 28. \| «La Bikina» \| nunca lanzada por el artista \| \| \| \| 29. \| «Sueña» \| Nada es igual \| \| \| \| 30. \| «Dame» \| Nada es igual \| \| \| \| 31. \| «Suave» \| Aries \| \| \| \| 32. \| «Cómo Es Posible Que a Mi Lado» \| Nada Es Igual \| \| \| \| 33. \| «Será Que No Me Amas» \| 20 Años \| \| \| \| 34. \| «Cuando Calienta el Sol» \| Soy como quiero ser \| \| \| | |                                               |          |  |
| Gira Romances: (75 conciertos) Sep/12/1997 - Abr/12/1998 | |                                               |          |  |
| N.º | Título | Original album                                | Duración |  |
| 1. | «Introducción» |                                               |          |  |
| 2. | «Si Te Vas» | Nada es igual                                 |          |  |
| 3. | «Que Tú Te Vas» | Nada es igual                                 |          |  |
| 4. | «Medley» (Un Hombre Busca Una Mujer / Cuestión de Piel / Oro de Ley) | Busca una mujer, 20 Años                      |          |  |
| 5. | «Medley» (Yo Que No Vivo Sin Ti / Amante del Amor / Culpable o No / Más allá de Todo / Fría Como el Viento / Entrégate / Tengo Todo Excepto a Ti / Hoy el Aire Huele a Ti / La Incondicional) | Soy como quiero ser, 20 Años, Busca una mujer |          |  |
| 6. | «Todo Por Su Amor» | Nada es igual                                 |          |  |
| 7. | «Tú y Yo» | Aries                                         |          |  |
| 8. | «Voy a Apagar la Luz / Contigo Aprendí» | Romances                                      |          |  |
| 9. | «La Gloria Eres Tú» | Romances                                      |          |  |
| 10. | «Encadenados» | Romances                                      |          |  |
| 11. | «Inolvidable» | Romance                                       |          |  |
| 12. | «Contigo» | Romances                                      |          |  |
| 13. | «El Reloj» | Romances                                      |          |  |
| 14. | «De Quererte Así» | Romances                                      |          |  |
| 15. | «Somos Novios» | Segundo romance                               |          |  |
| 16. | «Sabor a Mi» | Romances                                      |          |  |
| 17. | «El Día Que Me Quieras» | Segundo romance                               |          |  |
| 18. | «Uno» | Romances                                      |          |  |
| 19. | «No Sé Tú» | Romance                                       |          |  |
| 20. | «Por Debajo de la Mesa» | Romances                                      |          |  |
| 21. | «Nosotros» | Segundo romance                               |          |  |
| 22. | «Bésame Mucho» | Romances                                      |          |  |
| 23. | «La Media Vuelta» | Segundo romance                               |          |  |
| 24. | «Y» | nunca lanzada por el artista                  |          |  |
| 25. | «Que Seas Feliz» | nunca lanzada por el artista                  |          |  |
| 26. | «Échame a Mi la Culpa» | nunca lanzada por el artista                  |          |  |
| 27. | «Mi Ciudad» | nunca lanzada por el artista                  |          |  |
| 28. | «La Bikina» | nunca lanzada por el artista                  |          |  |
| 29. | «Sueña» | Nada es igual                                 |          |  |
| 30. | «Dame» | Nada es igual                                 |          |  |
| 31. | «Suave» | Aries                                         |          |  |
| 32. | «Cómo Es Posible Que a Mi Lado» | Nada Es Igual                                 |          |  |
| 33. | «Será Que No Me Amas» | 20 Años                                       |          |  |
| 34. | «Cuando Calienta el Sol» | Soy como quiero ser                           |          |  |

| \| Gira Romances: (9 conciertos) May/01/1998 - May/13/1998 \| \| \| \| \| \| N.º \| Título \| Original album \| Duración \| \| \| 1. \| «Introducción» \| \| \| \| \| 2. \| «Si Te Vas» \| Nada es igual \| \| \| \| 3. \| «Que Tú Te Vas» \| Nada es igual \| \| \| \| 4. \| «Medley» (Un Hombre Busca Una Mujer / Cuestión de Piel / Oro de Ley) \| Busca una mujer, 20 Años \| \| \| \| 5. \| «Medley» (Yo Que No Vivo Sin Ti / Amante del Amor / Culpable o No / Más allá de Todo / Fría Como el Viento / Entrégate / Tengo Todo Excepto a Ti / Hoy el Aire Huele a Ti / La Incondicional) \| Soy como quiero ser, 20 Años, Busca una mujer \| \| \| \| 6. \| «Todo Por Su Amor» \| Nada es igual \| \| \| \| 7. \| «Tú y Yo» \| Aries \| \| \| \| 8. \| «Voy a Apagar la Luz / Contigo Aprendí» \| Romances \| \| \| \| 9. \| «La Gloria Eres Tú» \| Romances \| \| \| \| 10. \| «Encadenados» \| Romances \| \| \| \| 11. \| «Inolvidable» \| Romance \| \| \| \| 12. \| «El Reloj» \| Romances \| \| \| \| 13. \| «De Quererte Así» \| Romances \| \| \| \| 14. \| «Somos Novios» \| Segundo romance \| \| \| \| 15. \| «Sabor a Mi» \| Romances \| \| \| \| 16. \| «El Día Que Me Quieras» \| Segundo romance \| \| \| \| 17. \| «Uno» \| Segundo romance \| \| \| \| 18. \| «No Sé Tú» \| Romance \| \| \| \| 19. \| «Por Debajo de la Mesa» \| Romances \| \| \| \| 20. \| «Nosotros» \| Segundo romance \| \| \| \| 21. \| «Bésame Mucho» \| Romances \| \| \| \| 22. \| «Sueña» \| Nada Es Igual \| \| \| \| 23. \| «Dame» \| Nada Es Igual \| \| \| \| 24. \| «Suave» \| Aries \| \| \| \| 25. \| «Como Es Posible Que a Mi Lado» \| Nada Es Igual \| \| \| \| 26. \| «Será Que No Me Amas» \| 20 Años \| \| \| \| 27. \| «Cuando Calienta el Sol» \| Soy como quiero ser \| \| \| | |                                               |          |  |
| Gira Romances: (9 conciertos) May/01/1998 - May/13/1998 | |                                               |          |  |
| N.º | Título | Original album                                | Duración |  |
| 1. | «Introducción» |                                               |          |  |
| 2. | «Si Te Vas» | Nada es igual                                 |          |  |
| 3. | «Que Tú Te Vas» | Nada es igual                                 |          |  |
| 4. | «Medley» (Un Hombre Busca Una Mujer / Cuestión de Piel / Oro de Ley) | Busca una mujer, 20 Años                      |          |  |
| 5. | «Medley» (Yo Que No Vivo Sin Ti / Amante del Amor / Culpable o No / Más allá de Todo / Fría Como el Viento / Entrégate / Tengo Todo Excepto a Ti / Hoy el Aire Huele a Ti / La Incondicional) | Soy como quiero ser, 20 Años, Busca una mujer |          |  |
| 6. | «Todo Por Su Amor» | Nada es igual                                 |          |  |
| 7. | «Tú y Yo» | Aries                                         |          |  |
| 8. | «Voy a Apagar la Luz / Contigo Aprendí» | Romances                                      |          |  |
| 9. | «La Gloria Eres Tú» | Romances                                      |          |  |
| 10. | «Encadenados» | Romances                                      |          |  |
| 11. | «Inolvidable» | Romance                                       |          |  |
| 12. | «El Reloj» | Romances                                      |          |  |
| 13. | «De Quererte Así» | Romances                                      |          |  |
| 14. | «Somos Novios» | Segundo romance                               |          |  |
| 15. | «Sabor a Mi» | Romances                                      |          |  |
| 16. | «El Día Que Me Quieras» | Segundo romance                               |          |  |
| 17. | «Uno» | Segundo romance                               |          |  |
| 18. | «No Sé Tú» | Romance                                       |          |  |
| 19. | «Por Debajo de la Mesa» | Romances                                      |          |  |
| 20. | «Nosotros» | Segundo romance                               |          |  |
| 21. | «Bésame Mucho» | Romances                                      |          |  |
| 22. | «Sueña» | Nada Es Igual                                 |          |  |
| 23. | «Dame» | Nada Es Igual                                 |          |  |
| 24. | «Suave» | Aries                                         |          |  |
| 25. | «Como Es Posible Que a Mi Lado» | Nada Es Igual                                 |          |  |
| 26. | «Será Que No Me Amas» | 20 Años                                       |          |  |
| 27. | «Cuando Calienta el Sol» | Soy como quiero ser                           |          |  |

## Fechas de la gira
| Número          | Fecha                    | Ciudad             | País           | Lugar                           | Audiencia    | Ref.                                             |
| Norteamérica    | Norteamérica             | Norteamérica       | Norteamérica   | Norteamérica                    | Norteamérica | Norteamérica                                     |
| --------------- | ------------------------ | ------------------ | -------------- | ------------------------------- | ------------ | ------------------------------------------------ |
| 1               | 12 de septiembre de 1997 | Las Vegas          | Estados Unidos | Circus Maximus Theatre          | 4,000        | [ 7 ] [ 1 ] [ 2 ] [ 3 ] [ 4 ] [ 5 ] [ 6 ]        |
| 2               | 13 de septiembre de 1997 | Las Vegas          | Estados Unidos | Circus Maximus Theatre          | 4,000        | [ 1 ] [ 2 ] [ 3 ] [ 4 ] [ 5 ] [ 6 ]              |
| 3               | 14 de septiembre de 1997 | Las Vegas          | Estados Unidos | Circus Maximus Theatre          | 4,000        | [ 1 ] [ 2 ] [ 3 ] [ 4 ] [ 5 ] [ 6 ]              |
| 4               | 15 de septiembre de 1997 | Las Vegas          | Estados Unidos | Circus Maximus Theatre          | 4,000        | [ 1 ] [ 2 ] [ 3 ] [ 4 ] [ 5 ] [ 6 ]              |
| 5               | 18 de septiembre de 1997 | Los Ángeles        | Estados Unidos | Universal Amphitheatre          | 6,189        | [ 1 ] [ 2 ] [ 3 ] [ 4 ] [ 5 ] [ 6 ]              |
| 6               | 19 de septiembre de 1997 | Los Ángeles        | Estados Unidos | Universal Amphitheatre          | 6,189        | [ 1 ] [ 2 ] [ 3 ] [ 4 ] [ 5 ] [ 6 ]              |
| 7               | 20 de septiembre de 1997 | Los Ángeles        | Estados Unidos | Universal Amphitheatre          | 6,189        | [ 1 ] [ 2 ] [ 3 ] [ 4 ] [ 5 ] [ 6 ]              |
| 8               | 21 de septiembre de 1997 | Los Ángeles        | Estados Unidos | Universal Amphitheatre          | 6,189        | [ 1 ] [ 2 ] [ 3 ] [ 4 ] [ 5 ] [ 6 ]              |
| 9               | 22 de septiembre de 1997 | Los Ángeles        | Estados Unidos | Universal Amphitheatre          | 6,189        | [ 1 ] [ 2 ] [ 3 ] [ 4 ] [ 5 ] [ 6 ]              |
| 10              | 25 de septiembre de 1997 | Santa Bárbara      | Estados Unidos | Santa Bárbara Bowl              | 4,562        | [ 1 ] [ 2 ] [ 3 ] [ 4 ] [ 5 ] [ 6 ]              |
| 11              | 26 de septiembre de 1997 | San Diego          | Estados Unidos | San Diego Sports Arena          | 15,000       | [ 1 ] [ 2 ] [ 3 ] [ 4 ] [ 5 ] [ 6 ]              |
| 12              | 27 de septiembre de 1997 | San Diego          | Estados Unidos | San Diego Sports Arena          | 15,000       | [ 1 ] [ 2 ] [ 3 ] [ 4 ] [ 5 ] [ 6 ]              |
| 13              | 2 de octubre de 1997     | Monterrey          | México         | Auditorio Coca-Cola             | 8,000        | [ 1 ] [ 2 ] [ 3 ] [ 4 ] [ 5 ] [ 6 ]              |
| 14              | 3 de octubre de 1997     | Monterrey          | México         | Auditorio Coca-Cola             | 8,000        | [ 1 ] [ 2 ] [ 3 ] [ 4 ] [ 5 ] [ 6 ]              |
| 15              | 4 de octubre de 1997     | Monterrey          | México         | Auditorio Coca-Cola             | 8,000        | [ 1 ] [ 2 ] [ 3 ] [ 4 ] [ 5 ] [ 6 ]              |
| 16              | 5 de octubre de 1997     | Monterrey          | México         | Auditorio Coca-Cola             | 8,000        | [ 1 ] [ 2 ] [ 3 ] [ 4 ] [ 5 ] [ 6 ]              |
| 17              | 9 de octubre de 1997     | Ciudad de México   | México         | Auditorio Nacional              | 10,000       | [ 13 ] [ 7 ] [ 1 ] [ 2 ] [ 3 ] [ 4 ] [ 5 ] [ 6 ] |
| 18              | 10 de octubre de 1997    | Ciudad de México   | México         | Auditorio Nacional              | 10,000       | [ 13 ] [ 7 ] [ 1 ] [ 2 ] [ 3 ] [ 4 ] [ 5 ] [ 6 ] |
| 19              | 11 de octubre de 1997    | Ciudad de México   | México         | Auditorio Nacional              | 10,000       | [ 13 ] [ 7 ] [ 1 ] [ 2 ] [ 3 ] [ 4 ] [ 5 ] [ 6 ] |
| 20              | 12 de octubre de 1997    | Ciudad de México   | México         | Auditorio Nacional              | 10,000       | [ 13 ] [ 7 ] [ 1 ] [ 2 ] [ 3 ] [ 4 ] [ 5 ] [ 6 ] |
| 21              | 16 de octubre de 1997    | Ciudad de México   | México         | Auditorio Nacional              | 10,000       | [ 13 ] [ 7 ] [ 1 ] [ 2 ] [ 3 ] [ 4 ] [ 5 ] [ 6 ] |
| 22              | 17 de octubre de 1997    | Ciudad de México   | México         | Auditorio Nacional              | 10,000       | [ 13 ] [ 7 ] [ 1 ] [ 2 ] [ 3 ] [ 4 ] [ 5 ] [ 6 ] |
| 23              | 18 de octubre de 1997    | Ciudad de México   | México         | Auditorio Nacional              | 10,000       | [ 13 ] [ 7 ] [ 1 ] [ 2 ] [ 3 ] [ 4 ] [ 5 ] [ 6 ] |
| 24              | 19 de octubre de 1997    | Ciudad de México   | México         | Auditorio Nacional              | 10,000       | [ 13 ] [ 7 ] [ 1 ] [ 2 ] [ 3 ] [ 4 ] [ 5 ] [ 6 ] |
| 25              | 23 de octubre de 1997    | Ciudad de México   | México         | Auditorio Nacional              | 10,000       | [ 13 ] [ 7 ] [ 1 ] [ 2 ] [ 3 ] [ 4 ] [ 5 ] [ 6 ] |
| 26              | 24 de octubre de 1997    | Ciudad de México   | México         | Auditorio Nacional              | 10,000       | [ 13 ] [ 7 ] [ 1 ] [ 2 ] [ 3 ] [ 4 ] [ 5 ] [ 6 ] |
| 27              | 25 de octubre de 1997    | Ciudad de México   | México         | Auditorio Nacional              | 10,000       | [ 13 ] [ 7 ] [ 1 ] [ 2 ] [ 3 ] [ 4 ] [ 5 ] [ 6 ] |
| 28              | 26 de octubre de 1997    | Ciudad de México   | México         | Auditorio Nacional              | 10,000       | [ 13 ] [ 7 ] [ 1 ] [ 2 ] [ 3 ] [ 4 ] [ 5 ] [ 6 ] |
| 29              | 30 de octubre de 1997    | Ciudad de México   | México         | Auditorio Nacional              | 10,000       | [ 13 ] [ 7 ] [ 1 ] [ 2 ] [ 3 ] [ 4 ] [ 5 ] [ 6 ] |
| 30              | 31 de octubre de 1997    | Ciudad de México   | México         | Auditorio Nacional              | 10,000       | [ 13 ] [ 7 ] [ 1 ] [ 2 ] [ 3 ] [ 4 ] [ 5 ] [ 6 ] |
| 31              | 1 de noviembre de 1997   | Ciudad de México   | México         | Auditorio Nacional              | 10,000       | [ 13 ] [ 7 ] [ 1 ] [ 2 ] [ 3 ] [ 4 ] [ 5 ] [ 6 ] |
| 32              | 2 de noviembre de 1997   | Ciudad de México   | México         | Auditorio Nacional              | 10,000       | [ 13 ] [ 7 ] [ 1 ] [ 2 ] [ 3 ] [ 4 ] [ 5 ] [ 6 ] |
| 33              | 3 de noviembre de 1997   | Ciudad de México   | México         | Auditorio Nacional              | 10,000       | [ 13 ] [ 7 ] [ 1 ] [ 2 ] [ 3 ] [ 4 ] [ 5 ] [ 6 ] |
| Sudamérica      |                          |                    |                |                                 |              |                                                  |
| 34              | 7 de noviembre de 1997   | Santiago           | Chile          | Estadio San Carlos de Apoquindo | 15,000       | [ 1 ] [ 2 ] [ 3 ] [ 4 ] [ 5 ] [ 6 ]              |
| 35              | 8 de noviembre de 1997   | Santiago           | Chile          | Estadio San Carlos de Apoquindo | 15,000       | [ 1 ] [ 2 ] [ 3 ] [ 4 ] [ 5 ] [ 6 ]              |
| 36              | 9 de noviembre de 1997   | Viña del Mar       | Chile          | Anfiteatro de la Quinta Vergara | 20,000       | [ 1 ] [ 2 ] [ 3 ] [ 4 ] [ 5 ] [ 6 ]              |
| 37              | 14 de noviembre de 1997  | Buenos Aires       | Argentina      | Estadio Vélez Sarsfield         | 50,000       | [ 14 ] [ 7 ] [ 1 ] [ 2 ] [ 3 ] [ 4 ] [ 5 ] [ 6 ] |
| 38              | 15 de noviembre de 1997  | Buenos Aires       | Argentina      | Estadio Vélez Sarsfield         | 50,000       | [ 14 ] [ 7 ] [ 1 ] [ 2 ] [ 3 ] [ 4 ] [ 5 ] [ 6 ] |
| 39              | 16 de noviembre de 1997  | Buenos Aires       | Argentina      | Estadio Vélez Sarsfield         | 50,000       | [ 14 ] [ 7 ] [ 1 ] [ 2 ] [ 3 ] [ 4 ] [ 5 ] [ 6 ] |
| 40              | 18 de noviembre de 1997  | Rosario            | Argentina      | Estadio Gigante de Arroyito     | 32,000       | [ 14 ] [ 7 ] [ 1 ] [ 2 ] [ 3 ] [ 4 ] [ 5 ] [ 6 ] |
| 41              | 20 de noviembre de 1997  | Córdoba            | Argentina      | Estadio Chateau Carreras        | 30,000       | [ 14 ] [ 7 ] [ 1 ] [ 2 ] [ 3 ] [ 4 ] [ 5 ] [ 6 ] |
| Norteamérica II |                          |                    |                |                                 |              |                                                  |
| 42              | 26 de noviembre de 1997  | San Juan           | Puerto Rico    | Estadio Hiram Bithorn           | 18,000       | [ 1 ] [ 2 ] [ 3 ] [ 4 ] [ 5 ] [ 6 ]              |
| 43              | 29 de noviembre de 1997  | Orlando            | Estados Unidos | TD Waterhouse Centre            | 17,000       | [ 1 ] [ 2 ] [ 3 ] [ 4 ] [ 5 ] [ 6 ]              |
| 44              | 30 de noviembre de 1997  | Miami              | Estados Unidos | Miami Arena                     | 20,000       | [ 1 ] [ 2 ] [ 3 ] [ 4 ] [ 5 ] [ 6 ]              |
| 45              | 3 de diciembre de 1997   | San Antonio        | Estados Unidos | Alamodome                       | 25,000       | [ 1 ] [ 2 ] [ 3 ] [ 4 ] [ 5 ] [ 6 ]              |
| 46              | 5 de diciembre de 1997   | El Paso            | Estados Unidos | Don Haskins Center              | 12,200       | [ 1 ] [ 2 ] [ 3 ] [ 4 ] [ 5 ] [ 6 ]              |
| 47              | 6 de diciembre de 1997   | El Paso            | Estados Unidos | Don Haskins Center              | 12,200       | [ 1 ] [ 2 ] [ 3 ] [ 4 ] [ 5 ] [ 6 ]              |
| 48              | 10 de diciembre de 1997  | San Diego          | Estados Unidos | San Diego Sports Arena          | 15,000       | [ 1 ] [ 2 ] [ 3 ] [ 4 ] [ 5 ] [ 6 ]              |
| 49              | 30 de enero de 1998      | Tucson             | Estados Unidos | TCC Arena                       | 9,275        | [ 1 ] [ 2 ] [ 3 ] [ 4 ] [ 5 ] [ 6 ]              |
| 50              | 31 de enero de 1998      | Albuquerque        | Estados Unidos | Tingley Coliseum                | 12,000       | [ 1 ] [ 2 ] [ 3 ] [ 4 ] [ 5 ] [ 6 ]              |
| 51              | 2 de febrero de 1998     | Houston            | Estados Unidos | Compaq Center                   | 14,000       | [ 1 ] [ 2 ] [ 3 ] [ 4 ] [ 5 ] [ 6 ]              |
| 52              | 4 de febrero de 1998     | South Padre Island | Estados Unidos | SP Convention Center            | 3,000        | [ 1 ] [ 2 ] [ 3 ] [ 4 ] [ 5 ] [ 6 ]              |
| 53              | 7 de febrero de 1998     | Miami              | Estados Unidos | Miami Arena                     | 20,000       | [ 1 ] [ 2 ] [ 3 ] [ 4 ] [ 5 ] [ 6 ]              |
| 54              | 8 de febrero de 1998     | Miami              | Estados Unidos | Miami Arena                     | 20,000       | [ 1 ] [ 2 ] [ 3 ] [ 4 ] [ 5 ] [ 6 ]              |
| 55              | 11 de febrero de 1998    | Nueva York         | Estados Unidos | Radio City Music Hall           | 6,015        | [ 1 ] [ 2 ] [ 3 ] [ 4 ] [ 5 ] [ 6 ]              |
| 56              | 12 de febrero de 1998    | Nueva York         | Estados Unidos | Radio City Music Hall           | 6,015        | [ 1 ] [ 2 ] [ 3 ] [ 4 ] [ 5 ] [ 6 ]              |
| 57              | 13 de febrero de 1998    | Nueva York         | Estados Unidos | Radio City Music Hall           | 6,015        | [ 1 ] [ 2 ] [ 3 ] [ 4 ] [ 5 ] [ 6 ]              |
| 58              | 14 de febrero de 1998    | Nueva York         | Estados Unidos | Radio City Music Hall           | 6,015        | [ 1 ] [ 2 ] [ 3 ] [ 4 ] [ 5 ] [ 6 ]              |
| 59              | 15 de febrero de 1998    | Nueva York         | Estados Unidos | Radio City Music Hall           | 6,015        | [ 1 ] [ 2 ] [ 3 ] [ 4 ] [ 5 ] [ 6 ]              |
| 60              | 17 de febrero de 1998    | Rosemont           | Estados Unidos | Rosemont Horizon                | 18,000       | [ 1 ] [ 2 ] [ 3 ] [ 4 ] [ 5 ] [ 6 ]              |
| 61              | 19 de febrero de 1998    | Fairfax            | Estados Unidos | Patriot Center                  | 10,000       | [ 1 ] [ 2 ] [ 3 ] [ 4 ] [ 5 ] [ 6 ]              |
| 62              | 21 de febrero de 1998    | Atlantic City      | Estados Unidos | Trump Taj Mahal                 | 3,000        | [ 1 ] [ 2 ] [ 3 ] [ 4 ] [ 5 ] [ 6 ]              |
| 63              | 22 de febrero de 1998    | Atlantic City      | Estados Unidos | Trump Taj Mahal                 | 3,000        | [ 1 ] [ 2 ] [ 3 ] [ 4 ] [ 5 ] [ 6 ]              |
| 64              | 26 de febrero de 1998    | Anaheim            | Estados Unidos | Arrowhead Pond                  | 19,000       | [ 1 ] [ 2 ] [ 3 ] [ 4 ] [ 5 ] [ 6 ]              |
| 65              | 28 de febrero de 1998    | Los Ángeles        | Estados Unidos | Universal Amphitheatre          | 6,189        | [ 1 ] [ 2 ] [ 3 ] [ 4 ] [ 5 ] [ 6 ]              |
| 66              | 1 de marzo de 1998       | Phoenix            | Estados Unidos | América West Arena              | 13,000       | [ 1 ] [ 2 ] [ 3 ] [ 4 ] [ 5 ] [ 6 ]              |
| 67              | 6 de marzo de 1998       | Fresno             | Estados Unidos | Selland Arena                   | 12,000       | [ 1 ] [ 2 ] [ 3 ] [ 4 ] [ 5 ] [ 6 ]              |
| 68              | 7 de marzo de 1998       | San José           | Estados Unidos | San José Arena                  | 19,000       | [ 1 ] [ 2 ] [ 3 ] [ 4 ] [ 5 ] [ 6 ]              |
| 69              | 8 de marzo de 1998       | Sacramento         | Estados Unidos | Memorial Auditorium             | 3,867        | [ 1 ] [ 2 ] [ 3 ] [ 4 ] [ 5 ] [ 6 ]              |
| 70              | 9 de marzo de 1998       | Sacramento         | Estados Unidos | Memorial Auditorium             | 3,867        | [ 1 ] [ 2 ] [ 3 ] [ 4 ] [ 5 ] [ 6 ]              |
| 71              | 4 de abril de 1998       | Dallas             | Estados Unidos | Starplex Amphitheatre           | 9,000        | [ 1 ] [ 2 ] [ 3 ] [ 4 ] [ 5 ] [ 6 ]              |
| 72              | 9 de abril de 1998       | Las Vegas          | Estados Unidos | Circus Maximus Theatre          | 4,000        | [ 1 ] [ 2 ] [ 3 ] [ 4 ] [ 5 ] [ 6 ]              |
| 73              | 10 de abril de 1998      | Las Vegas          | Estados Unidos | Circus Maximus Theatre          | 4,000        | [ 1 ] [ 2 ] [ 3 ] [ 4 ] [ 5 ] [ 6 ]              |
| 74              | 11 de abril de 1998      | Las Vegas          | Estados Unidos | Circus Maximus Theatre          | 4,000        | [ 1 ] [ 2 ] [ 3 ] [ 4 ] [ 5 ] [ 6 ]              |
| 75              | 12 de abril de 1998      | Las Vegas          | Estados Unidos | Circus Maximus Theatre          | 4,000        | [ 1 ] [ 2 ] [ 3 ] [ 4 ] [ 5 ] [ 6 ]              |
| Europa          |                          |                    |                |                                 |              |                                                  |
| 76              | 1 de mayo de 1998        | Madrid             | España         | Palacio de Congresos            | 2,000        | [ 15 ] [ 1 ] [ 2 ] [ 3 ] [ 4 ] [ 5 ] [ 6 ]       |
| 77              | 2 de mayo de 1998        | Madrid             | España         | Palacio de Congresos            | 2,000        | [ 15 ] [ 1 ] [ 2 ] [ 3 ] [ 4 ] [ 5 ] [ 6 ]       |
| 78              | 3 de mayo de 1998        | Madrid             | España         | Palacio de Congresos            | 2,000        | [ 15 ] [ 1 ] [ 2 ] [ 3 ] [ 4 ] [ 5 ] [ 6 ]       |
| 79              | 4 de mayo de 1998        | Madrid             | España         | Palacio de Congresos            | 2,000        | [ 15 ] [ 1 ] [ 2 ] [ 3 ] [ 4 ] [ 5 ] [ 6 ]       |
| 80              | 8 de mayo de 1998        | Málaga             | España         | Plaza de toros de La Malagueta  | 14,000       | [ 15 ] [ 1 ] [ 2 ] [ 3 ] [ 4 ] [ 5 ] [ 6 ]       |
| 81              | 9 de mayo de 1998        | Murcia             | España         | Plaza de Toros de Murcia        | 16,000       | [ 15 ] [ 1 ] [ 2 ] [ 3 ] [ 4 ] [ 5 ] [ 6 ]       |
| 82              | 10 de mayo de 1998       | Valencia           | España         | Palacio Velódromo Luis Puig     | 18,000       | [ 15 ] [ 1 ] [ 2 ] [ 3 ] [ 4 ] [ 5 ] [ 6 ]       |
| 83              | 12 de mayo de 1998       | Barcelona          | España         | Palau Sant Jordi                | 20,000       | [ 15 ] [ 1 ] [ 2 ] [ 3 ] [ 4 ] [ 5 ] [ 6 ]       |
| 84              | 13 de mayo de 1998       | Madrid             | España         | Palacio de Congresos            | 2,000        | [ 15 ] [ 1 ] [ 2 ] [ 3 ] [ 4 ] [ 5 ] [ 6 ]       |
|                 | 241 days                 | 35 cities          | 6 countries    | 36 venues                       | 1,003,180    |                                                  |

- El segundo concierto del Estadio San Carlos de Apoquindo en Santiago fue parcialmente grabado para su transmisión en Chile por Canal 13.
- El segundo concierto del Estadio Vélez Sarsfield en Buenos Aires fue parcialmente grabado para su transmisión en Argentina por Canal 13.

### Recaudación (Billboard)
| Lugar                  | Ciudad           | Entradas vendidas       | Ganancia    |
| ---------------------- | ---------------- | ----------------------- | ----------- |
| Universal Amphitheatre | Los Ángeles      | 30,263 / 30,263 (100%)  | $1,598,530  |
| Auditorio Nacional     | Ciudad de México | 159,878 / 160,701 (99%) | $6,766,366  |
| América West Arena     | Phoenix          | 6,122 / 12,447 (49%)    | $330,031    |
| Selland Arena          | Fresno           | 5,626 / 7,073 (80%)     | $246,945    |
| San José Arena         | San José         | 11,301 / 11,301 (100%)  | $557,545    |
| Rosemont Horizon       | Chicago          | 10,852 / 10,852 (100%)  | $624,103    |
| Total                  | Total            | 224,042 / 232,637 (96%) | $10,123,052 |

## Banda
- Voz: Luis Miguel
- Guitarra: Kiko Cibrian (1997), Todd Robinson (1998 en adelante)
- Bajo: Lalo Carrillo
- Piano y Teclados: Francisco Loyo
- Teclados: Arturo Pérez
- Batería: Víctor Loyo
- Percusión: Tommy Aros
- Saxofón: Jeff Nathanson
- Trompetas: Francisco Abonce y Juan Arpero
- Trombón: Alejandro Carballo
- Bandoneón: Walter Ríos
- Coros: Shanna Wall, Francis Benítez, Sara LaPorte

- Lighting Designer: Fabián Boggino
- Mariachi (Se toma en cuenta por algunas de las canciones rancheras que cantó en esta gira): Mariachi 2000 de Cutberto Pérez